# Fošt
Fošt je naselje v Občini Slovenska Bistrica.